# Bregalnica
Il Bregalnica (in macedone Брегалница?) è un fiume della Repubblica di Macedonia, affluente di sinistra del Vardar.

## Descrizione
Il Bregalnica nasce sul massiccio Maleševo, presso la frontiera con la Bulgaria, a 1.720 metri d'altezza. Con i suoi 225 km di lunghezza è il principale affluente del Vardar. Attraversa le città di Berovo, Delčevo e Štip e sfocia nel Vardar presso Gradsko.